# Tjioeng Wanara
Pour plus de détails, voir Fiche technique et Distribution.
Tjioeng Wanara (Ciung Wanara) est un film perdu des Indes orientales néerlandaises (aujourd'hui Indonésie), réalisé par Jo Eng Sek, sorti le 18 août 1941. Il est basé sur la légende soundanaise du même nom.

## Bibliographie

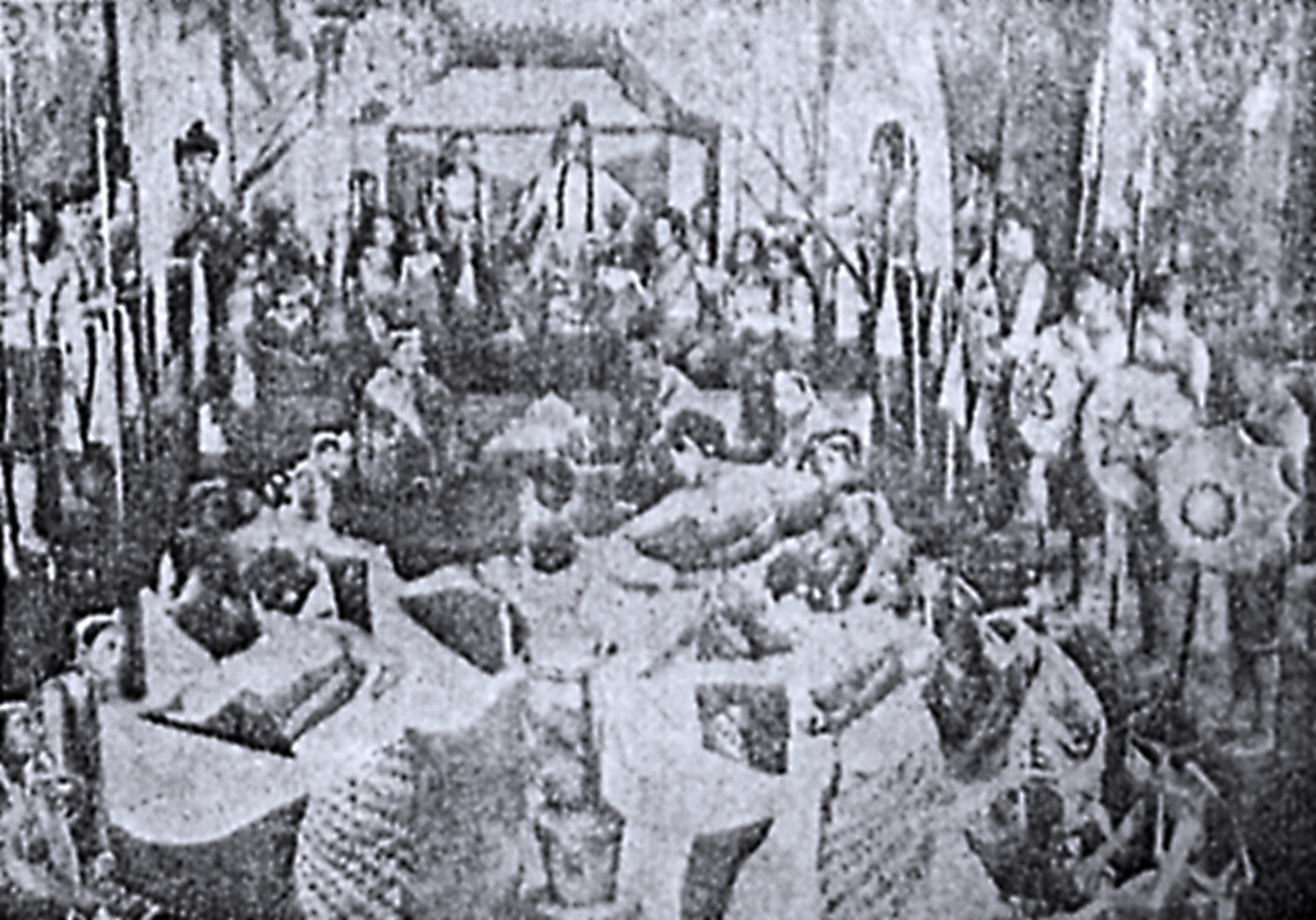
Image du film